# Gnophos supurba
Gnophos supurba är en fjärilsart som beskrevs av Louis Beethoven Prout 1915. Gnophos supurba ingår i släktet Gnophos och familjen mätare. Inga underarter finns listade i Catalogue of Life.